# Kaoma (Zambia)
Kaoma è un centro abitato dello Zambia, situato nella Provincia Occidentale.